# Les Vilaines Manières
Pour plus de détails, voir Fiche technique et Distribution.
Les Vilaines Manières est un film franco-suisse réalisé par Simon Edelstein et sorti en 1974. Le film s'inscrit dans le courant du cinéma suisse contemporain.

## Synopsis
Jean-Pierre Boutier (Jean-Luc Bideau) anime une émission de radio « Courrier du cœur » qui a du succès. 
Un soir dans un bistro, il rencontre Jeanne (Francine Racette), une femme libérée qui refuse d'adhérer au "système". Elle vit au jour le jour et elle « emprunte » des voitures et des appartements. Elle tente d'ouvrir les yeux de Jean-Pierre et de le sortir de sa torpeur intellectuelle et humaine.  
Jean-Pierre et Jeanne passent une folle nuit en occupant des villas inoccupées. Mais le lendemain, Jean-Pierre retourne à sa triste solitude,. 

## Fiche technique
- Titre : Les Vilaines Manières
- Réalisation : Simon Edelstein
- Scénario : Simon Edelstein
- Photographie : Renato Berta
- Décors : Jean-Claude Maret
- Son : Jeti Grigioni
- Musique : Patrick Moraz
- Montage : Brigitte Sousselier
- Production : Citel Films - Planfilm
- Producteur : Yves Gasser
- Distribution : Planfilm
- Pays d'origine :  Suisse -  France
- Durée : 76 minutes
- Date de sortie : France - 13 février 1974

## Distribution
- Jean-Luc Bideau : Jean-Pierre Boutier
- Francine Racette : Jeanne
- Claire Dominique : Marie
- Nicole Zufferey : Mercedes
- Jacques Denis : le voisin
- Serge Nicoloff : l'ami de Jean-Pierre
- Jean-Louis Feuz : technicien de radio
- Nicole Roüan : la secrétaire de Jean-Pierre
- Erika Dentzler : une prostituée
- Michel Cassagne : l'homme du bus

## À propos du film
Selon Freddy Buache, fondateur de la Cinémathèque Suisse : "Le style et le ton de Simon Edelstein dans Les Vilaines Manières manifestent une imagination beaucoup plus baroque [que celle de Michel Soutter] et une inspiration plus amère, qui, au tournant de ces meilleures séquences, laissent percevoir des résonances aldrichiennes".

## Sélection
- Festival de Locarno 1973[5]